# Rodovia Miguel Noel Nascentes Burnier
A Rodovia Miguel Noel Nascentes Burnier (SPA-135/065) é uma via semi-expressa de Campinas. Faz a ligação entre a Avenida José de Souza Campos, popularmente conhecida como Norte-Sul até a Rodovia Adhemar de Barros, popularmente conhecida como Campinas-Mogi Mirim. Nesta via está sediada a Companhia Paulista de Força e Luz.